# Karl Eugen Neumann
Karl Eugen Neumann (1865-1915) est un linguiste allemand, le premier traducteur de grandes parties du canon pali des écritures bouddhistes du pali original vers une langue européenne (l'allemand) et l'un des pionniers du bouddhisme européen.

## Biographie
À la naissance de Neumann, son père, Angelo Neumann, est un ténor juif hongrois de l'Opéra de la Cour de Vienne. Sa mère Pauline née von Mihalovits est la fille d'une famille noble hongroise.
Il fait ses études supérieures à Leipzig, où son père devient directeur du Théâtre municipal de Leipzig en 1876. Peu de temps après avoir commencé sa carrière de banquier à Berlin en 1882, Neumann découvre les œuvres d'Arthur Schopenhauer. À partir de 1884, il s'immerge dans les œuvres philosophiques et montre un grand intérêt pour les sources indiennes qui ont inspiré Schopenhauer. Il tourne le dos au secteur bancaire et commence à fréquenter une université à Prague. En 1887, Neumann est de retour à Berlin, où il étudie l'indologie, la religion et la philosophie à l'université de cette ville.
Peu de temps après son mariage avec Camilla Nordmann, de Vienne, Neumann se rend à Halle et termine en 1891 sa thèse sur un texte Pali, avec comme directeur de thèse Richard Pischel. La même année, il publie Zwei buddhistische Suttas und ein Traktat Meister Eckharts (« Deux Suttas bouddhistes et un traité de Meister Eckhart »). En 1892, après son retour à Vienne, Neumann publie une anthologie de textes du Canon Pali en allemand à l'occasion du 104e anniversaire de Schopenhauer. Après avoir terminé la traduction du Dhammapada en 1893, Neumann réalise son grand désir de visiter les pays d’origine du bouddhisme. Pendant quelques mois, il voyage à travers l'Inde et Ceylan, rencontrant des membres de la sangha, tels que le moine Sumangala Maha Thera et Lama Dondamdup. En plus de louer les connaissances et l’érudition des moines, il trouve également des mots critiques pour ce qu’il considère comme une falsification et un édulcoration de l’enseignement original du Bouddha. De retour à Vienne en 1894, il occupe un poste à l'Institut oriental de l'Université de Vienne comme assistant de l'indologue Georg Bühler.
Au cours des années suivantes, Neumann traduit et publie le Majjhima Nikaya en trois volumes. En 1896, il noue une amitié et une correspondance animée avec Giuseppe De Lorenzo (1871 - 1957) de Bari. De Lorenzo traduit les œuvres de Neumann en italien et devient ainsi l'un des pionniers du bouddhisme italien.
En 1906, Neumann perd sa fortune dans un krach bancaire et doit même vendre (temporairement) la très estimée édition siamoise du Tripitaka, qui lui a été offerte par Chulalongkorn, le roi du Siam. Sa situation financière s'améliore légèrement grâce à l'héritage laissé après le décès de son père. En 1907, il publie le premier volume du Dīgha Nikāya chez les éditeurs Piper à Munich.
Neumann meurt dans la pauvreté en 1915 et est enterré au cimetière central de Vienne. Sa tombe, oubliée et négligée pendant deux générations, est restaurée à la fin du XXe siècle et est entretenue par les bouddhistes de Vienne.
Aujourd’hui, ses traductions sont considérées comme « dépassées à bien des égards », mais représentent « un travail pionnier important ».

## Travaux
- Neumann, Karl Eugen, trad. (1922) : Die Reden Gotamo Buddhos, aus der mittleren Sammlung Majjhimanikayo des Pali-Kanons, 3 Vol, R. Piper, München. (Livre 1, Livre 2, Livre 3)
- Neumann, Karl Eugen, Der Wahrheitpfad, Dhammapadam ; ein buddhistisches Denkmal, Munich, R. Piper 1921.
- Neumann, Karl Eugène (1899). Die Lieder der Mönche und Nonnen Gotamo Buddho's, Berlin, E. Hofmann & co.
- Neumann, Karl Eugène (1911). Die Reden Gotamo Budhos, aus der Sammlung der Bruchstücke Suttanipato des Pali-Kanons, München R. Piper.